# Kamayagoundanpatti
Kamayagoundanpatti (o Kamayakoundanpatti) è una suddivisione dell'India, classificata come town panchayat, di 12.165 abitanti, situata nel distretto di Theni, nello stato federato del Tamil Nadu. In base al numero di abitanti la città rientra nella classe IV (da 10.000 a 19.999 persone).

## Geografia fisica
La città è situata a 09° 43' 34 N e 77° 19' 07 E.

## Società

### Evoluzione demografica
Al censimento del 2001 la popolazione di Kamayagoundanpatti assommava a 12.165 persone, delle quali 5.890 maschi e 6.275 femmine. I bambini di età inferiore o uguale ai sei anni assommavano a 1.296, dei quali 657 maschi e 639 femmine. Infine, coloro che erano in grado di saper almeno leggere e scrivere erano 7.409, dei quali 4.046 maschi e 3.363 femmine.